# Spilogona norvegica
Spilogona norvegica este o specie de muște din genul Spilogona, familia Muscidae. A fost descrisă pentru prima dată de Ringdahl în anul 1932. Conform Catalogue of Life specia Spilogona norvegica nu are subspecii cunoscute.